# Gnaeus Pedanius Fuscus Salinator (Konsul 61)
Gnaeus Pedanius Fuscus Salinator war ein im 1. Jahrhundert n. Chr. lebender römischer Politiker. In den Militärdiplomen wird sein Name als Gnaeus Pedanius Salinator angegeben.
Durch zwei Militärdiplome, die auf den 2. Juli 61 datiert sind, ist belegt, dass Salinator 61 zusammen mit Lucius Velleius Paterculus Suffektkonsul war.